# Lista nagród i nominacji The Beatles
Lista nagród i nominacji The Beatles – zestawienie nagród i nominacji otrzymanych przez brytyjski zespół muzyczny The Beatles, działający w latach 1960–1970. Lista obejmuje 76 nominacji, z czego 52 zmieniło się w nagrody.

## American Music Awards
American Music Awards to amerykańskie nagrody muzyczne, przyznawane przez Dick Clark Productions na podstawie głosowania publiczności. Beatlesi otrzymali jedną nominację.
| Rok  | Kategoria                     | Nominacja                | Rezultat  |       |
| ---- | ----------------------------- | ------------------------ | --------- | ----- |
| 1997 | Ulubiony album popowy/rockowy | Anthology 1, Anthology 2 | Nominacja | [ 2 ] |

## Billboard Music Awards
Billboard Music Awards to amerykańskie nagrody muzyczne, przyznawane przez tygodnik „Billboard” na podstawie popularności wykonawców, mierzonej poprzez między innymi sprzedaż, emisję radiową i odtworzenia w serwisach streamingowych. Beatlesi zdobyli jedną nagrodę z trzech nominacji.
| Rok  | Kategoria                     | Nominacja   | Rezultat  |             |
| ---- | ----------------------------- | ----------- | --------- | ----------- |
| 2001 | Album roku                    | 1           | Wygrana   | [ 4 ] [ 5 ] |
| 2001 | Albumowy artysta roku         | The Beatles | Nominacja | [ 4 ] [ 5 ] |
| 2001 | Albumowy duet lub zespół roku | The Beatles | Nominacja | [ 4 ] [ 5 ] |

## Brit Awards
Brit Awards to brytyjskie nagrody muzyczne, przyznawane przez British Phonographic Industry. Beatlesi zdobyli cztery nagrody z pięciu nominacji.
| Rok  | Kategoria                           | Nominacja                             | Rezultat  |             |
| ---- | ----------------------------------- | ------------------------------------- | --------- | ----------- |
| 1977 | Brytyjski album roku                | Sgt. Pepper’s Lonely Hearts Club Band | Wygrana   | [ 7 ] [ 8 ] |
| 1977 | Brytyjski singel roku               | „She Loves You”                       | Nominacja | [ 7 ] [ 8 ] |
| 1977 | Brytyjski zespół                    | The Beatles                           | Wygrana   | [ 7 ] [ 8 ] |
| 1977 | Nagroda specjalna za wkład w muzykę | The Beatles                           | Wygrana   | [ 7 ] [ 8 ] |
| 1983 | Nagroda specjalna za wkład w muzykę | The Beatles                           | Wygrana   | [ 9 ]       |

## ECHO
ECHO to niemieckie nagrody muzyczne, przyznawane przez Deutsche Phono-Akademie. Beatlesi otrzymali dwie nominacje.
| Rok  | Kategoria                    | Nominacja | Rezultat  |        |
| ---- | ---------------------------- | --------- | --------- | ------ |
| 2001 | Najlepszy zespół zagraniczny | 1         | Nominacja | [ 11 ] |
| 2007 | Najlepszy zespół zagraniczny | Love      | Nominacja | [ 11 ] |

## Fryderyki
Fryderyki to polskie nagrody muzyczne, przyznawane przez Akademię Fonograficzną. Beatlesi otrzymali jedną nominację.
| Rok  | Kategoria                   | Nominacja | Rezultat  |        |
| ---- | --------------------------- | --------- | --------- | ------ |
| 2006 | Najlepszy album zagraniczny | Love      | Nominacja | [ 13 ] |

## Grammy

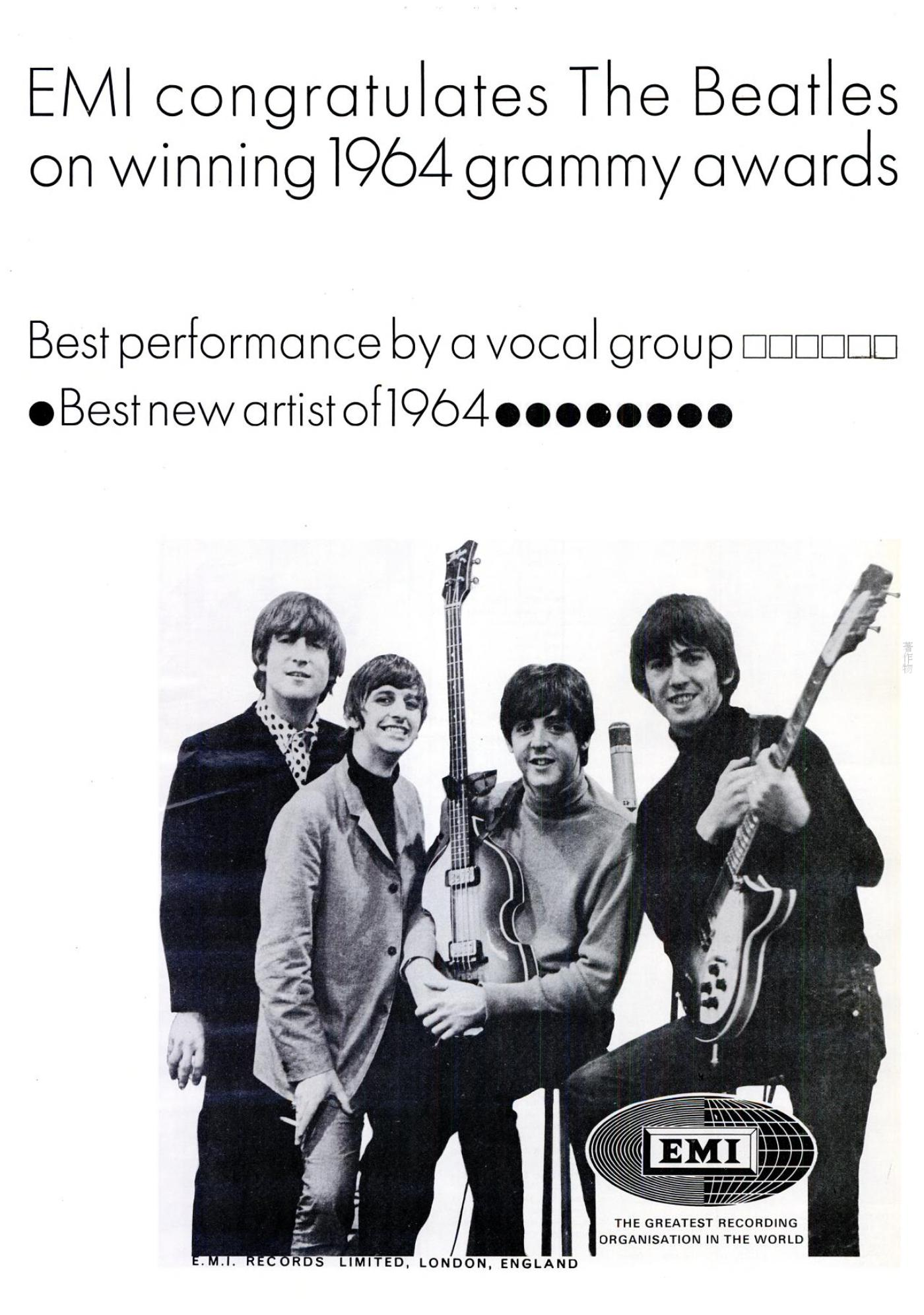
Reklama wytwórni EMI, gratulującej Beatlesom wygranej na gali rozdania Grammy w 1965 roku.

Grammy to amerykańskie nagrody muzyczne, przyznawane przez Narodową Akademię Rejestracji Sztuki i Nauki. Beatlesi zdobyli dziewięć nagród (w tym dwie honorowe) z 25 nominacji.
| Rok  | Kategoria                                                             | Nominacja                               | Rezultat  |        |
| ---- | --------------------------------------------------------------------- | --------------------------------------- | --------- | ------ |
| 1965 | Nagranie roku                                                         | „I Want to Hold Your Hand”              | Nominacja | [ 15 ] |
| 1965 | Najlepszy nowy artysta                                                | The Beatles                             | Wygrana   | [ 15 ] |
| 1965 | Najlepszy wokalny występ grupy                                        | A Hard Day’s Night                      | Wygrana   | [ 15 ] |
| 1965 | Najlepsze nagranie rock and rollowe                                   | „A Hard Day’s Night”                    | Nominacja | [ 15 ] |
| 1966 | Album roku                                                            | Help!                                   | Nominacja | [ 15 ] |
| 1966 | Najlepszy wokalny występ grupy                                        | Help!                                   | Nominacja | [ 15 ] |
| 1966 | Najlepszy wokalny lub instrumentalny występ rock and rollowy grupy    | „Help!”                                 | Nominacja | [ 15 ] |
| 1967 | Album roku                                                            | Revolver                                | Nominacja | [ 15 ] |
| 1968 | Album roku                                                            | Sgt. Pepper’s Lonely Hearts Club Band   | Wygrana   | [ 15 ] |
| 1968 | Najlepszy album muzyki współczesnej                                   | Sgt. Pepper’s Lonely Hearts Club Band   | Wygrana   | [ 15 ] |
| 1968 | Najlepszy występ grupy wokalnej                                       | Sgt. Pepper’s Lonely Hearts Club Band   | Nominacja | [ 15 ] |
| 1968 | Najlepszy wokalny lub instrumentalny występ muzyki współczesnej grupy | „Sgt. Pepper’s Lonely Hearts Club Band” | Nominacja | [ 15 ] |
| 1968 | Najlepsza aranżacja akompaniująca wokalistom lub instrumentalistom    | „A Day in the Life”                     | Nominacja | [ 15 ] |
| 1969 | Album roku                                                            | Magical Mystery Tour                    | Nominacja | [ 15 ] |
| 1969 | Nagranie roku                                                         | „Hey Jude”                              | Nominacja | [ 15 ] |
| 1969 | Najlepszy wokalny występ współczesnego popu duetu lub grupy           | „Hey Jude”                              | Nominacja | [ 15 ] |
| 1970 | Album roku                                                            | Abbey Road                              | Nominacja | [ 15 ] |
| 1970 | Najlepszy wokalny występ muzyki współczesnej grupy                    | Abbey Road                              | Nominacja | [ 15 ] |
| 1971 | Nagranie roku                                                         | „Let It Be”                             | Nominacja | [ 15 ] |
| 1971 | Najlepszy wokalny występ muzyki współczesnej duetu, grupy lub chóru   | „Let It Be”                             | Nominacja | [ 15 ] |
| 1973 | Trustees Award                                                        | The Beatles                             | Wygrana   | [ 15 ] |
| 1997 | Najlepszy wokalny występ popowy grupy                                 | „Free as a Bird”                        | Wygrana   | [ 15 ] |
| 1997 | Najlepszy teledysk krótkometrażowy                                    | „Free as a Bird”                        | Wygrana   | [ 15 ] |
| 1997 | Najlepszy teledysk długometrażowy                                     | The Beatles Anthology                   | Wygrana   | [ 15 ] |
| 2014 | Lifetime Achievement Award                                            | The Beatles                             | Wygrana   | [ 15 ] |

## Ivor Novello Awards
Ivor Novello Awards to brytyjskie nagrody muzyczne, przyznawane kompozytorom i autorom tekstów przez Brytyjską Akademię Kompozytorów i Autorów Tekstów. Beatlesi zdobyli jedną nagrodę.
| Rok  | Kategoria                                     | Nominacja   | Rezultat |        |
| ---- | --------------------------------------------- | ----------- | -------- | ------ |
| 1964 | Nagroda specjalna za wkład w brytyjską muzykę | The Beatles | Wygrana  | [ 17 ] |

## Japan Gold Disc Awards
Japan Gold Disc Awards to japońskie nagrody muzyczne, przyznawane przez Recording Industry Association of Japan na podstawie sprzedaży albumów. Beatlesi zdobyli 12 nagród.
| Rok  | Kategoria                      | Nominacja                | Rezultat |        |
| ---- | ------------------------------ | ------------------------ | -------- | ------ |
| 1988 | Zagraniczny artysta roku       | The Beatles              | Wygrana  | [ 19 ] |
| 1994 | Zagraniczny artysta roku       | The Beatles              | Wygrana  | [ 20 ] |
| 1994 | Zagraniczny album rockowy roku | 1962–1966                | Wygrana  | [ 20 ] |
| 1997 | Zagraniczny album roku         | Anthology 1, Anthology 2 | Wygrana  | [ 21 ] |
| 2001 | Zagraniczny artysta roku       | The Beatles              | Wygrana  | [ 22 ] |
| 2001 | Zagraniczny album roku         | 1                        | Wygrana  | [ 22 ] |
| 2010 | Zagraniczny artysta roku       | The Beatles              | Wygrana  | [ 23 ] |
| 2016 | Zagraniczny artysta roku       | The Beatles              | Wygrana  | [ 24 ] |
| 2016 | Zagraniczny album roku         | 1                        | Wygrana  | [ 24 ] |
| 2016 | 3 najlepsze albumy roku        | 1                        | Wygrana  | [ 24 ] |
| 2016 | Najlepsze teledyski            | 1+                       | Wygrana  | [ 24 ] |
| 2018 | Zagraniczny artysta roku       | The Beatles              | Wygrana  | [ 25 ] |

## Meteor Music Awards
Meteor Music Awards to irlandzkie nagrody muzyczne, przyznawane przez Irish Recorded Music Association. Beatlesi zdobyli jedną nagrodę.
| Rok  | Kategoria                                             | Nominacja | Rezultat |        |
| ---- | ----------------------------------------------------- | --------- | -------- | ------ |
| 2001 | Najlepiej sprzedający się album zagranicznego zespołu | 1         | Wygrana  | [ 27 ] |

## MTV Video Music Awards
MTV Video Music Awards to amerykańskie nagrody muzyczne, przyznawane przez stację telewizyjną MTV w dziedzinie teledysku. Beatlesi zdobyli jedną nagrodę (honorową) z dwóch nominacji.
| Rok  | Kategoria                  | Nominacja        | Rezultat  |        |
| ---- | -------------------------- | ---------------- | --------- | ------ |
| 1984 | Video Vanguard Award       | The Beatles      | Wygrana   | [ 29 ] |
| 1996 | Najlepsze efekty specjalne | „Free as a Bird” | Nominacja | [ 30 ] |

## Mojo Awards
Mojo Awards to brytyjskie nagrody muzyczne, przyznawane przez magazyn „Mojo”. Beatlesi zdobyli jedną nagrodę.
| Rok  | Kategoria               | Nominacja              | Rezultat |        |
| ---- | ----------------------- | ---------------------- | -------- | ------ |
| 2010 | Katalogowe wydanie roku | The Beatles Remastered | Wygrana  | [ 31 ] |

## Nagrody Akademii Filmowej
Nagrody Akademii Filmowej, znane jako Oscary, to amerykańskie nagrody filmowe, przyznawane przez Amerykańską Akademię Sztuki i Wiedzy Filmowej. Beatlesi zdobyli jedną nagrodę.
| Rok  | Kategoria                     | Nominacja | Rezultat |        |
| ---- | ----------------------------- | --------- | -------- | ------ |
| 1971 | Najlepsza muzyka z piosenkami | Let It Be | Wygrana  | [ 33 ] |

## NME Awards
NME Awards to brytyjskie nagrody muzyczne, przyznawane przez magazyn „NME”. Beatlesi zdobyli siedemnaście nagród.
| Rok  | Kategoria                   | Nominacja            | Rezultat |        |
| ---- | --------------------------- | -------------------- | -------- | ------ |
| 1963 | Światowy zespół wokalny     | The Beatles          | Wygrana  | [ 35 ] |
| 1963 | Brytyjski zespół wokalny    | The Beatles          | Wygrana  | [ 35 ] |
| 1963 | Brytyjska płyta roku        | „She Loves You”      | Wygrana  | [ 35 ] |
| 1964 | Najlepszy zespół wokalny    | The Beatles          | Wygrana  | [ 36 ] |
| 1964 | Brytyjski zespół wokalny    | The Beatles          | Wygrana  | [ 36 ] |
| 1965 | Światowy zespół wokalny     | The Beatles          | Wygrana  | [ 37 ] |
| 1965 | Brytyjski zespół wokalny    | The Beatles          | Wygrana  | [ 37 ] |
| 1966 | Brytyjski zespół wokalny    | The Beatles          | Wygrana  | [ 38 ] |
| 1966 | „Eleanor Rigby”             | Brytyjska płyta roku | Wygrana  | [ 38 ] |
| 1968 | Światowy zespół wokalny     | The Beatles          | Wygrana  | [ 39 ] |
| 1968 | Brytyjski zespół wokalny    | The Beatles          | Wygrana  | [ 39 ] |
| 1968 | Brytyjska płyta roku        | „Hey Jude”           | Wygrana  | [ 39 ] |
| 1970 | Najlepszy zespół brytyjski  | The Beatles          | Wygrana  | [ 40 ] |
| 1970 | Najlepszy album brytyjski   | Let It Be            | Wygrana  | [ 40 ] |
| 1971 | Światowy zespół wokalny     | The Beatles          | Wygrana  | [ 41 ] |
| 1971 | Najlepszy album brytyjski   | Let It Be            | Wygrana  | [ 41 ] |
| 2000 | Najlepszy zespół w historii | The Beatles          | Wygrana  | [ 42 ] |

## Q Awards
Q Awards to brytyjskie nagrody muzyczne, przyznawane przez magazyn „Q”. Beatlesi zdobyli jedną nagrodę.
| Rok  | Kategoria                         | Nominacja   | Rezultat |        |
| ---- | --------------------------------- | ----------- | -------- | ------ |
| 1996 | Najlepsza reedycja lub kompilacja | Anthology 1 | Wygrana  | [ 44 ] |

## World Music Awards
World Music Awards to nagrody muzyczne, przyznawane przez International Federation of the Phonographic Industry na podstawie sprzedaży albumów. Beatlesi zdobyli trzy nagrody.
| Rok  | Kategoria                                           | Nominacja   | Rezultat |        |
| ---- | --------------------------------------------------- | ----------- | -------- | ------ |
| 2001 | Najlepsza sprzedający się zespół popowy lub rockowy | The Beatles | Wygrana  | [ 46 ] |
| 2001 | Najlepiej sprzedający się brytyjski zespół          | The Beatles | Wygrana  | [ 46 ] |
| 2008 | Diamentowa nagroda                                  | The Beatles | Wygrana  | [ 45 ] |